# Lhotka (Zlín)
Lhotka je vesnice, část krajského města Zlín. Nachází se asi 5,5 km na západ od centra města a je jednou z nejmenších místní částí Zlína. Leží v malém údolí mezi místní částí Louky a obcemi Tečovice, Sazovice a Hostišová na silnici mezi Tečovicemi a Sazovicemi. Nadmořská výška středu Lhotky je 235 m. Lhotka se rozkládá na rozhraní Hané a Valašska. V roce 2011 zde žilo 243 obyvatel a bylo zde evidováno 82 domů.
Lhotka leží v katastrálním území Lhotka u Zlína o rozloze 4,63 km2. V katastrálním území Lhotka u Zlína leží i Chlum.
Narodil se zde regionální spisovatel Matouš Václavek (1842–1908). Působil zde sochař Alois Šutera (1933–1983) a ve vsi žije a tvoří také sochařka Otilie Demelová Šuterová (* 1940).
Podle ideového návrhu Aloise Šutery byla v letech 1979–1980 na návsi vytvořena fontána s plastikou Mateřství, jejíž autorkou je Otilie Šuterová Demelová. Na realizaci se dobrovolnicky podíleli obyvatelé Lhotky. Na návsi je rovněž od roku 1990 umístěna sloupová plastika Práce a příroda, jejíž autorkou je rovněž Otilie Šuterová Demelová.
Lhotka je obsluhována autobusovou linkou 52 zlínské MHD.

## Pamětihodnosti

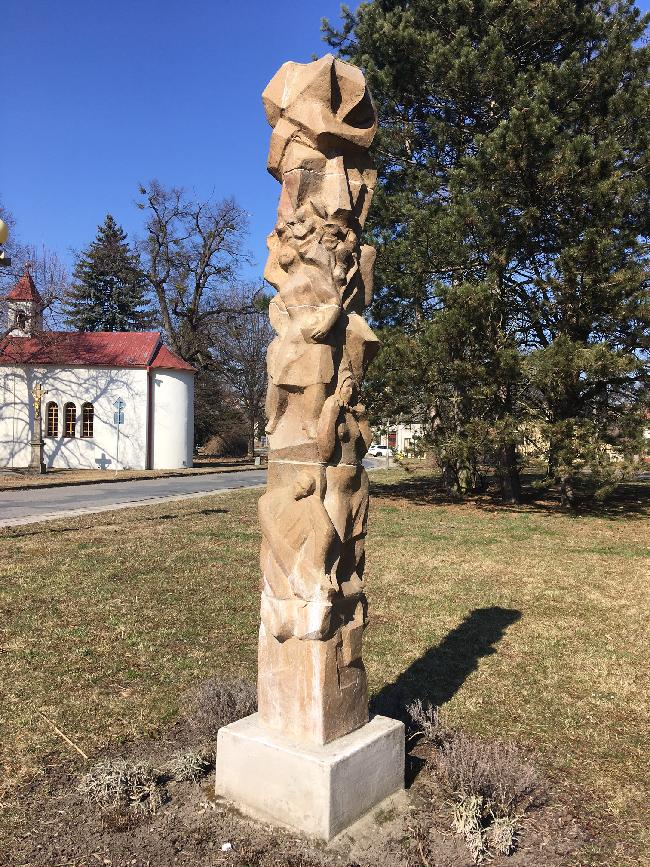
Sloupový reliéf Práce a příroda autorky Otilie Šuterové Demelové

- boží muka (na okraji vsi)
- kaplička na Chlumu (r. 1925)
- kamenný kříž (r. 1863)
- kaplička na návsi (1844)